# Linnaemya stackelbergi
Linnaemya stackelbergi là một loài ruồi trong họ Tachinidae.